# Flower Boy Ramen Shop
Kkotminam ramyeongage (coréen : 꽃미남 라면가게 ; également appelé Flower Boy Ramyun Shop ou Flower Boy Ramen Shop) est une série télévisée sud-coréenne diffusée en 2011 sur la chaîne câblée tvN. Elle met en vedette Jung Il-woo, Lee Chung-ah et Lee Ki-woo.

## Acteurs et personnages

### Acteurs principaux
- Jung Il-woo : Cha Chi-soo[1],[2]
- Lee Chung-ah : Yang Eun-bi[3]
- Lee Ki-woo : Choi Kang-hyuk[4]
- Park Min-woo : Kim Ba-wool[5]
- Jo Yoon-woo : Woo Hyun-woo

### Acteurs secondaires
- Kim Ye-won : Kang Dong-joo
- Ho Soo : Yoon So-yi
- Joo Hyun : Cha Ok-gyun
- Jung In-ki : Yang Chul-dong
- Seo Bum-suk : Coach Seo
- Song Jae-rim as Hee-gon
- Kim Il-woong as Jung-gu
- Kim Hye-su (caméo, ep 1)[6]
- Gong Hyo-jin (caméo, ep 9)[7]

## Support physique
Un coffret DVD est édité en France courant 2013 par Toki Media sous le titre de Cool Guys, Hot Ramen.

### Sources
- (en) Cet article est partiellement ou en totalité issu de l’article de Wikipédia en anglais intitulé « Flower Boy Ramen Shop » (voir la liste des auteurs).